# 斯托克塞里

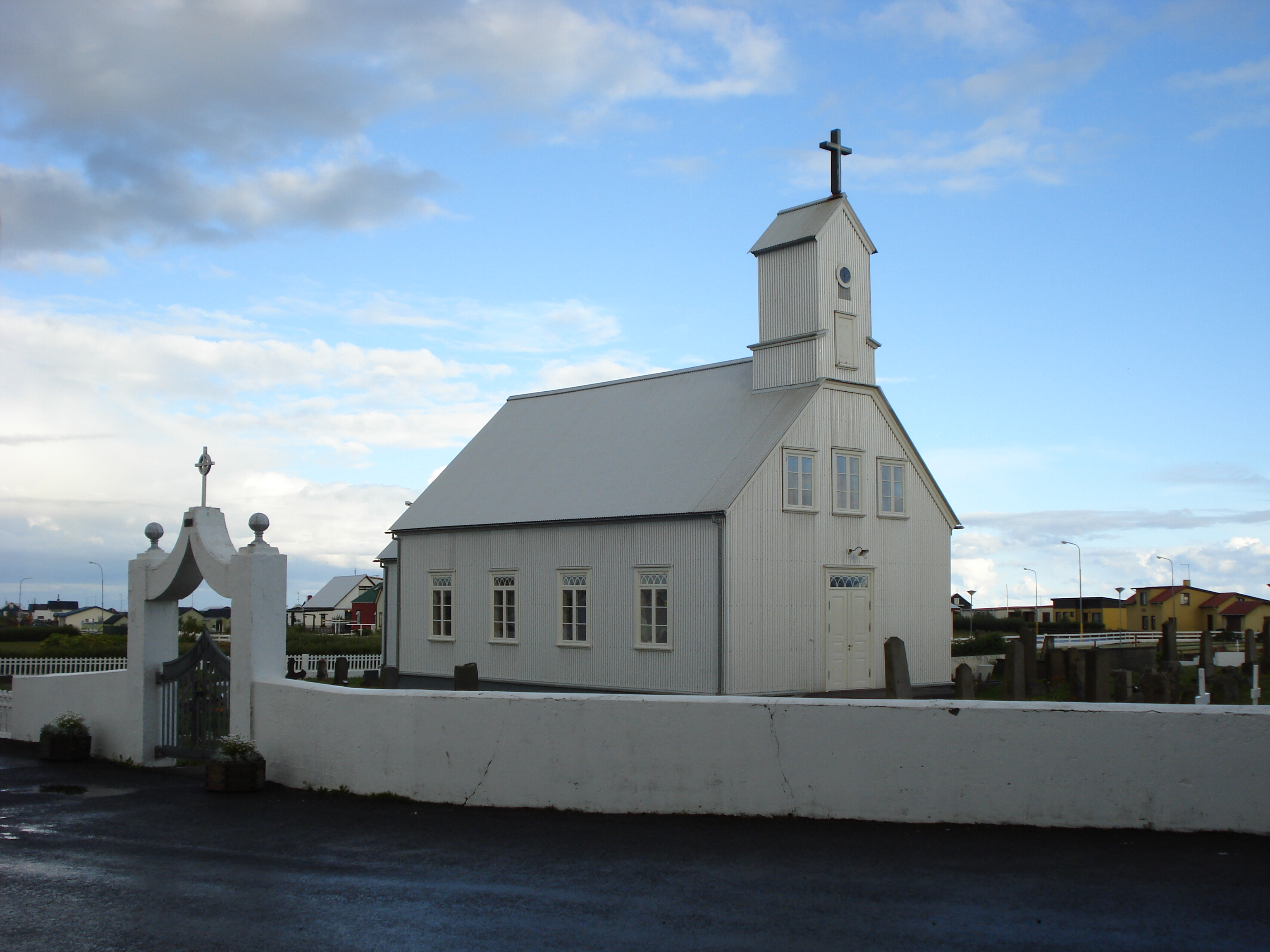
斯托克塞里教堂

斯托克塞里是冰島南部區阿堡市镇内的城鎮，位於該國南部。距離埃拉巴基4公里，始建於900年左右，該鎮曾經是重要的漁業和貿易中心，現時主要經濟活動是旅遊業，2011年人口445。
63°50′08″N 21°03′02″W / 63.835522°N 21.050491°W